# (6650) Morimoto
(6650) Morimoto (1991 RS1) – planetoida z pasa głównego asteroid okrążająca Słońce w ciągu 4,19 lat w średniej odległości 2,6 j.a. Odkryta 7 września 1991 roku.